# Гней Корнелій Лентул (консул 201 року до н. е.)
Гней Корнелій Лентул (лат. Gnaeus Cornelius Lentulus; близько 240 до н. е. — 184 до н. е.) — політичний, державний і військовий діяч Римської республіки, консул 201 року до н. е.

## Життєпис
Походив з патриціанського роду Корнеліїв, його гілки Лентулів. Син Луція Лентула Кавдіна, консула 237 року до н. е.
До 217 року до н. е. увійшов до колегії авгурів. У 216 році до н. е. став військовим трибуном. Намагався врятувати консула Емілія Павла в битві при Каннах.
У 212 році до н. е. був квестором проконсула Тиберія Семпронія Гракха в Луканії. Отримав від Ганнібала голову убитого Гракха і поховав її, потім прийняв командування над армією і привів її до консулів під Капую.
У 205 році до н. е. обіймав посаду курульного еділа. Гнея Корнелія було обрано консулом у 201 році до н. е. разом з Публієм Елієм Петом. Бажав стати наступником Публія Корнелія Сципіона у війні проти Карфагена в Африці, але за постановою сенату отримав командування флотом на Сицилії. Марно намагався перешкодити укладенню миру з Карфагеном.
У 200 році до н. е. продовжував командувати флотом. Наприкінці року передав частину флоту консулу Публію Сульпіцію Гальбі. У 199 році до н. е. Гнея Корнелія було призначено тріумвіром для запису нових колоністів в Нарні.
У 196–195 роках до н. е. був послом до македонського царя Філіпа V. Зажадав від останнього спрямувати до Риму послів для укладення союзу. Потім виступив на зборах етолійцев у Фермопілах і переконував їх зберігати союз з римлянами, а претензії, пов'язані з недотриманням умов договору, адресувати у Рим. Помер у 184 році до н. е.

## Родинна
- Луцій Корнелій Лентул Луп, коснул 156 року до н. е.
- Гней Корнелій Лентул, консул 146 року до н. е.
- Публій Корнелій Лентул